# Luda
Lee Lu-da (tiếng Hàn Quốc: 이루다;  sinh ngày 6 tháng 3 năm 1997), thường được biết đến với nghệ danh Luda, là một ca sĩ Hàn Quốc. Cô ra mắt công chúng với tư cách là thành viên của nhóm nhạc nữ Hàn-Trung Quốc  WJSN do Starship và Yuehua Entertainment thành lập và quản lý vào năm 2016.

## Danh sách đĩa nhạc
| Tên                                                                                       | Năm       | Thứ hạng cao nhất | Doanh số  | Album                              |           |
| Tên                                                                                       | Năm       | HQ Gaon           | Doanh số  | Album                              |           |
| Nhạc phim                                                                                 | Nhạc phim | Nhạc phim         | Nhạc phim | Nhạc phim                          | Nhạc phim |
| ----------------------------------------------------------------------------------------- | --------- | ----------------- | --------- | ---------------------------------- | --------- |
| "Dreamland"                                                                               | 2018      | —                 | —         | Dunia: Into a New World OST Part 2 |           |
| "—" cho biết bài hát không lọt vào bảng xếp hạng hoặc không được phát hành ở khu vực này. |           |                   |           |                                    |           |

## Danh sách phim

### Chương trình truyền hình
| Năm  | Tên                     | Kênh    | Ghi chú            | Chú thích   |
| ---- | ----------------------- | ------- | ------------------ | ----------- |
| 2018 | Dunia: Into a New World | MBC     | Thành viên cố định | [ 3 ] [ 4 ] |
| 2018 | Visiting Tutor          | Mnet    | Thành viên cố định | [ 5 ] [ 6 ] |
| 2018 | Inna beauty             | YouTube | Thành viên cố định |             |

## Giải thưởng và đề cử
| Năm  | Lễ trao giải                  | Hạng mục                         | Đề cử cho               | Kết quả |
| ---- | ----------------------------- | -------------------------------- | ----------------------- | ------- |
| 2018 | Korea First Brand Awards      | Female Variety Star              | Dunia: Into a New World | Đề cử   |
| 2018 | 18th MBC Entertainment Awards | Rookie Award in Variety Category | Dunia: Into a New World | Đề cử   |